# United Arab Emirates Tri-Nation Series 2025
Die United Arab Emirates Tri-Nation Series 2025 ist ein Cricket-Turnier, das in den Vereinigten Arabischen Emiraten im Twenty20 International-Cricket zwischen dem 29. August und dem 7. September 2025 ausgetragen wird. Neben dem Gastgeber nehmen die Nationalmannschaften aus Afghanistan und Pakistan teil.

## Vorgeschichte
Die Vereinigten Arabischen Emirate spielten zuvor eine Tour gegen Bangladesch und Pakistan in den West Indies. Für Afghanistan war es die erste Tour in der Saison, gleich bevor der Asia Cup 2025 begann.

## Format
In einer Gruppe spielt jede Mannschaft gegen jede andere zwei Mal. Für einen Sieg gibt es zwei, für ein Unentschieden oder No Result einen Punkt. Die zwei bestplatzierten Mannschaften bestimmen den Sieger des Wettbewerbs in dem Finale.

## Stadion
Das folgende Stadion wurde für das Wettbewerb als Austragungsort vorgesehen.
| Stadion                             | Stadt   | Kapazität | Spiele                |
| ----------------------------------- | ------- | --------- | --------------------- |
| Sharjah Cricket Association Stadium | Sharjah | 27.000    | 1. – 6. Spiel; Finale |

## Kaderlisten
Die Kader wurden kurz vor dem Turnier bekanntgegeben.
| ODI                | ODI         | ODI |
| Ver. Arab. Emirate | Afghanistan | Pakistan |
| ------------------ | ----------- | --- |
|                    |             | - Salman Ali Agha (K) - Shaheen Afridi - Abrar Ahmed - Hasan Ali - Faheem Ashraf - Saim Ayub - Sahibzada Farhan - Mohammad Haris (wk) - Salman Mirza - Sufiyan Muqeem - Hassan Nawaz - Mohammad Nawaz - Haris Rauf - Khushdil Shah - Hussain Talat - Mohammad Wasim Jr. - Fakhar Zaman |

## Spiele
Tabelle
| Teams              | Sp. | S | N | NR | P | NRR    |
| ------------------ | --- | - | - | -- | - | ------ |
| Ver. Arab. Emirate |     |   |   |    | 0 | +0.000 |
| Afghanistan        |     |   |   |    | 0 | +0.000 |
| Pakistan           |     |   |   |    | 0 | +0.000 |

Spiele
| 29. August Scorecard | Sharjah | Pakistan | – | Afghanistan |
|                      |         |          |   |             |

| 30. August Scorecard | Sharjah | Ver. Arab. Emirate | – | Pakistan |
|                      |         |                    |   |          |

| 1. September Scorecard | Sharjah | Ver. Arab. Emirate | – | Afghanistan |
|                        |         |                    |   |             |

| 2. September Scorecard | Sharjah | Pakistan | – | Afghanistan |
|                        |         |          |   |             |

| 4. September Scorecard | Sharjah | Ver. Arab. Emirate | – | Pakistan |
|                        |         |                    |   |          |

| 5. September Scorecard | Sharjah | Ver. Arab. Emirate | – | Afghanistan |
|                        |         |                    |   |             |

Finale
| 7. September Scorecard | Sharjah | Gruppenerster | – | Gruppenzweiter |
|                        |         |               |   |                |